# Raïon de Charhorod
Le raïon de Charhorod (ukrainien : Шаргородський район) est une subdivision administrative de l'oblast de Vinnytsia, dans l'Ouest de l'Ukraine. Son centre administratif est la ville de Charhorod.